# Crans-Montana
Pour les articles homonymes, voir Crans et Montana (homonymie).
Crans-Montana est une commune suisse du canton du Valais, située dans le district de Sierre, créée le 1er janvier 2017 par la fusion des communes de Montana, Mollens, Randogne et Chermignon. Elle compte 10 488 habitants au 31 décembre 2023.
Crans-Montana abrite une station de sports d'hiver qui s'est développée depuis la fin du XIXe siècle : alors qu'elle n'était auparavant qu'un vaste plateau parcouru par les troupeaux et leurs gardiens, elle est devenue au XXe siècle une petite ville de montagne connue internationalement, notamment grâce aux compétitions de golf et de ski qu'elle accueille chaque année. De nombreuses activités de loisirs et culturelles s'y sont développées, attirant vacanciers et visiteurs en hiver comme en été.

## Géographie

### Situation

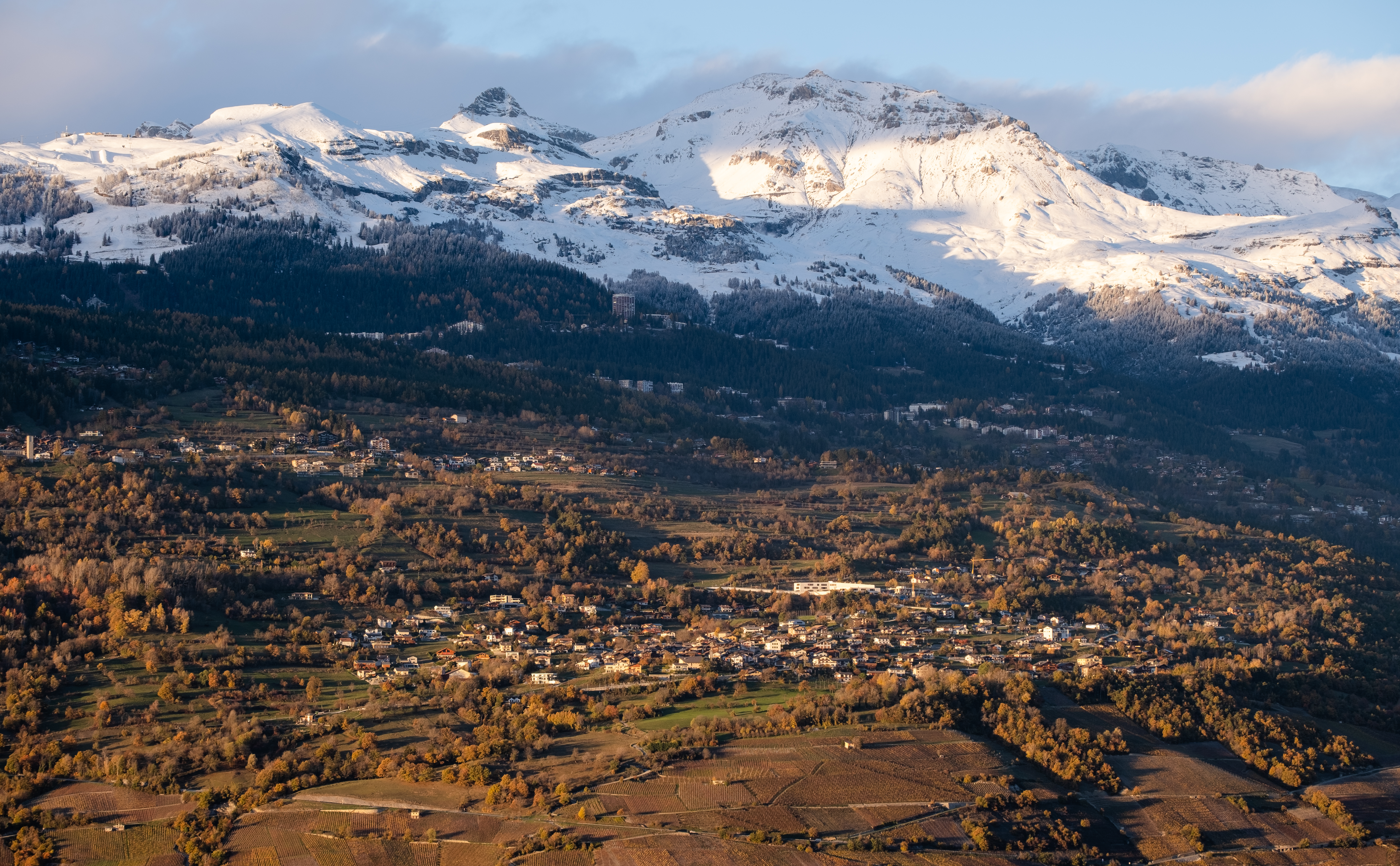
Le territoire de Crans-Montana vu depuis Itravers.

Crans-Montana est située à 1 495 mètres d'altitude, sur un plateau surplombant la vallée du Rhône et la ville de Sierre. Au-dessus se trouve le Bella Lui, le Mont Bonvin, et le glacier de la Plaine Morte.
La commune de Crans-Montana s'étend sur 59,66 km2. Lors du relevé de 2013-2018, les surfaces d'habitations et d'infrastructures représentaient 10,7 % de sa superficie, les surfaces agricoles 26,5 %, les surfaces boisées 32,9 % et les surfaces improductives 29,8 % (qui, néanmoins peuvent permettre des services écosystémiques tels que stockage de carbone, aide à la pollinisation pour l'agriculture,  production de plantes sauvages médicinales, atténuation de risques majeurs, etc.).
| Icogne | Lenk im Simmental | Loèche-les-Bains        |
| Lens   | Crans-Montana     | Inden Varonne Salquenen |
| Lens   | Sierre            | Noble-Contrée           |

### Cartographie

Représentations cartographiques de la commune
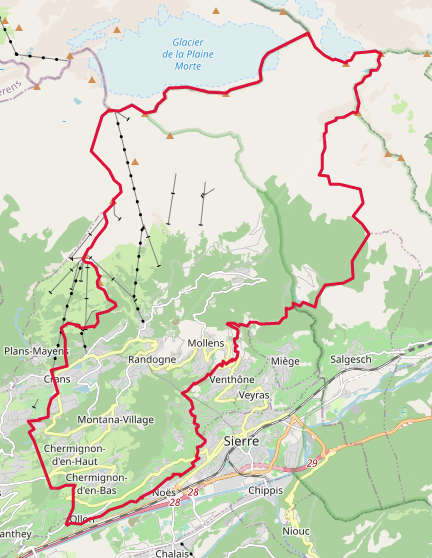
Carte OpenStreetMap.
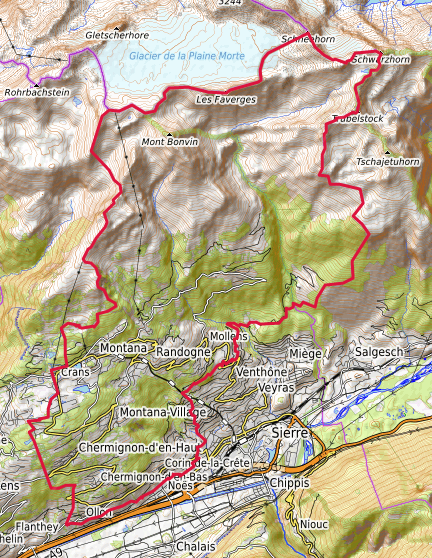
Carte topographique.

### Localités
La commune de Crans-Montana est composée de 21 localités, qui sont : Aminona, Bluche, Champzabé, Chermignon d'en Bas, Chermignon d'en Haut, Conzor, Cordona, Corin, Crans, Darnona d’en Bas, Darnona d'en Haut, Diogne, Les Briesses, Loc, Montana, Montana Village, Ollon, Mollens, Nayes, Randogne et Vermala,.

### Climat
Crans-Montana possède un climat tempéré montagnard.
| Mois                              | jan.  | fév. | mars | avril | mai  | juin | jui. | août | sep. | oct. | nov. | déc. | année |
| --------------------------------- | ----- | ---- | ---- | ----- | ---- | ---- | ---- | ---- | ---- | ---- | ---- | ---- | ----- |
| Température minimale moyenne (°C) | −4,8  | −5   | −2,6 | 0,3   | 4,7  | 7,6  | 9,9  | 9,8  | 6,9  | 3,8  | −1,1 | −3,8 | 2,1   |
| Température moyenne (°C)          | −1,8  | −1,7 | 1    | 4,2   | 8,9  | 12,2 | 14,7 | 14,2 | 10,8 | 7,1  | 1,8  | −0,9 | 5,87  |
| Température maximale moyenne (°C) | 1,6   | 2,2  | 5,6  | 9,2   | 14,1 | 17,7 | 20,5 | 19,8 | 15,9 | 11,6 | 5,4  | 2,3  | 10,5  |
| Ensoleillement (h)                | 137   | 141  | 175  | 179   | 196  | 216  | 248  | 230  | 201  | 172  | 126  | 121  | 2 143 |
| dont neige (cm)                   | 114,5 | 94,4 | 53,1 | 33,4  | 4,6  | 0,4  | 0    | 0    | 0,8  | 8,1  | 42   | 84,5 | 435,8 |
| Humidité relative (%)             | 67    | 67   | 66   | 64    | 66   | 67   | 66   | 69   | 72   | 70   | 70   | 68   | 67,7  |
| Nombre de jours avec neige        | 10,1  | 8,3  | 7,1  | 5,2   | 0,6  | 0,1  | 0    | 0    | 0,1  | 1,1  | 5,9  | 8,4  | 46,9  |

### Accès et transports
La commune de Crans-Montana est desservie par un réseau d'autobus qui se nomme SMC (5 lignes dans la commune elle-même, 3 lignes la reliant aux autres communes). Crans-Montana est reliée à Sierre par un funiculaire, le Sierre-Montana-Crans, appartenant à la même compagnie que les autobus. Crans-Montana est à environ 35 minutes de Sion en voiture, et à 20 minutes de Sierre.

## Histoire

Vue aérienne (1964).

En 1892, Louis Antille et Michel Zufferey ouvrirent l'Hôtel du Parc, autour duquel se développa Crans-Montana. En 1901, Théodore Stephani ouvrit un sanatorium qui fit la renommée de Crans-Montana. En 1911 est construit un funiculaire qui relie Crans-Montana à Sierre. Le nombre de malades diminua à la fin des années 1950 et Crans-Montana se reconvertit en station de sports d'hiver. Elle accueillit notamment les championnats du monde de ski alpin 1987. À partir de 1997, Crans-sur-Sierre, Montana-Vermala et Aminona bénéficièrent d'une promotion touristique commune au sein de Crans Montana Tourisme. Le casino de Crans-Montana ouvrit en 2002. Le 1er janvier 2017, les communes de Montana, de Mollens, de Randogne et de Chermignon fusionnèrent pour former la commune de Crans-Montana.

## Politique
C'est dans cette station que s'est réuni pour la première fois, en 1989, le Forum de Crans-Montana, événement de rencontres internationales. Le Forum de Crans-Montana se réunit sur le Haut-Plateau chaque année à la fin de l'été alors qu'il organise tout au long des autres mois des sessions dans plusieurs endroits du monde.

### Conseil communal
Le Conseil communal est le pouvoir exécutif de la commune. Ses sept membres sont élus tous les quatre ans par le peuple.

#### Législature 2024-2028
Le Conseil communal est composé de 3 membres du Centre, de 2 membres du Parti libéral-radical (PLR), d'un membre du Mouvement démarche citoyenne (MDC) et d'un membre de l'Union démocratique du centre (UDC).

#### Législature 2020-2024
Le Conseil communal était composé de 3 membres du Parti libéral-radical (PLR), de 2 membres du Centre, d'un membre du Mouvement démarche citoyenne (MDC) et d'un membre de l'Union démocratique du centre (UDC).

### Assemblée primaire
La commune ne dispose pas d'un organe législatif élu. Des assemblées primaires sont organisées régulièrement avec les habitants pour délibérer.

## Population et société

### Démographie

#### Évolution de la population
La commune compte 10 488 habitants au 31 décembre 2023 pour une densité de population de 176 hab/km2. Sur la période 2010-2023, sa population a diminué de −0,4 % (canton : 17,0 % ; Suisse : 9,4 %).  

#### Pyramide des âges
En 2023, le taux de personnes de moins de 30 ans s'élève à 29,4 %, au-dessous de la valeur cantonale (31 %). Le taux de personnes de plus de 60 ans est quant à lui de 33,8 %, alors qu'il est de 27,5 % au niveau cantonal.
La même année, la commune compte 5 331 hommes pour 5 157 femmes, soit un taux de 50,8 % d'hommes, supérieur à celui du canton (49,9 %).
| Hommes | Classe d’âge | Femmes |
| ------ | ------------ | ------ |
| 0,9    | 90 ans ou +  | 1,5    |
| 12,1   | 75 à 89 ans  | 13,7   |
| 18,5   | 60 à 74 ans  | 20,8   |
| 19,5   | 45 à 59 ans  | 19,7   |
| 18,5   | 30 à 44 ans  | 16,2   |
| 19,5   | 15 à 29 ans  | 19,3   |
| 11,1   | - de 14 ans  | 8,8    |

| Hommes | Classe d’âge | Femmes |
| ------ | ------------ | ------ |
| 0,6    | 90 ans ou +  | 1,3    |
| 8,0    | 75 à 89 ans  | 10,1   |
| 17,1   | 60 à 74 ans  | 17,9   |
| 21,0   | 45 à 59 ans  | 20,7   |
| 21,3   | 30 à 44 ans  | 20,1   |
| 17,3   | 15 à 29 ans  | 16,0   |
| 14,7   | - de 14 ans  | 14,0   |

### Manifestations culturelles et festivités
- Festivals de musique Caprices festival, Les Sommets du ClassiquE et Les semaines musicales de Crans-Montana
- Divers séminaires au centre de congrès Le Régent
- Meeting International Fiat 500, chaque année fin août[13]
- Meeting de Jeep américaines « Jeep-Heep-Heep », chaque année fin septembre depuis 1997

### Sports et loisirs

#### Station

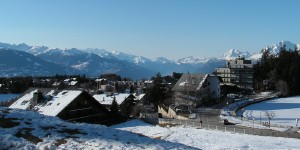
Vue sur le plateau de Crans-Montana (fin d'hiver).

Une station de sports d'hiver renommée internationalement a été aménagée sur les hauteurs très exposées au soleil de Crans-Montana et d'Aminona. Le premier téléski a été construit en 1928. Elle propose un vaste domaine skiable de 140 km de pistes de ski balisées, d'une surface de plus de 350 hectares, desservi par 23 remontées mécaniques dont certaines très récentes, à l'image des nouveaux télésièges de la Nationale ou de la Cabane de bois. Le domaine culmine à 2 927 mètres à la Plaine Morte, au sommet du funitel et où ont été aménagées deux courtes pistes de ski alpin, ainsi qu'une piste de ski de fond directement sur le glacier. Une longue piste part du sommet et rejoint le point de liaison avec le sous-domaine d'Aminona.
Le sous-domaine d'Aminona est relativement excentré et est relié avec le domaine principal au moyen d'un télésiège. L'accès direct depuis Aminona au secteur d'altitude par la vieille télécabine n'existe plus depuis la fin de la saison 2014 et le démantèlement de la remontée. Son remplacement est conditionné à la réalisation d'un nouveau projet immobilier à Aminona, qui est actuellement en construction,.
Le domaine offre aussi un jardin des neiges, un snowpark, et une cascade de glace. Des pistes de ski de fond sont également proposées, notamment sur le glacier de la Plaine Morte (12 km) et sur le plateau.
Le domaine skiable comporte 23 remontées mécaniques :
| Nom                                         | Longueur | Dénivelé | Type                          | Constructeur         | Année de construction |
| Arnouva - Cry d'Er                          | 1 835 m  | 533 m    | Télésiège débrayable          | Doppelmayr-Garaventa | 2016                  |
| Barzettes - Violettes ("Violettes Express") | 2 561 m  | 718 m    | Télécabine débrayable         | WSO Städeli Lift     | 1986                  |
| Bellalui                                    | 1 513 m  | 361 m    | Télésiège débrayable          | BMF                  | 2010                  |
| Cabane de Bois                              | 1 223 m  | 367 m    | Télésiège débrayable          | Doppelmayr-Garaventa | 2014                  |
| Chetseron                                   |          |          | Téléski à enrouleurs          | Von Roll             | 1990                  |
| Crans - Cry d'Er                            | 3 138 m  | 750 m    | Télécabine débrayable         | Doppelmayr-Garaventa | 1998                  |
| Cry d'Er                                    | 339 m    | 94 m     | Téléski à perches débrayables | Poma                 | 1983                  |
| Lac                                         |          |          |                               | Von Roll             |                       |
| Mérignou                                    | 734 m    | 116 m    | Téléski à enrouleurs          | Doppelmayr-Garaventa | 1986                  |
| Montana - Arnouva                           | 554 m    | 187 m    | Télécabine débrayable         | Doppelmayr-Garaventa | 2016                  |
| Nationale Express                           | 1 939 m  | 622 m    | Télésiège débrayable          | Leitner              | 2007                  |
| Snowpark                                    |          |          | Téléski à enrouleurs          | Poma                 | 2016                  |
| Tsa                                         | 1 205 m  | 333 m    | Télésiège débrayable          | Leitner              | 1994                  |
| Toula                                       | 1 469 m  | 563 m    | Télésiège débrayable          | Doppelmayr-Garaventa | 2004                  |
| Verdets                                     |          |          | Téléski à perches débrayables | Poma                 | 1979                  |
| Violettes - Plaine-Morte                    | 3 211 m  | 656 m    | Funitel débrayable            | Doppelmayr-Garaventa | 1995                  |
| Zabona                                      |          |          | Téléski à perches débrayables | Poma                 | 1979                  |
| ------------------------------------------- | -------- | -------- | ----------------------------- | -------------------- | --------------------- |

Le snowpark de Crans-Montana est situé juste en dessous de l’arrivée du télécabine arrive au sommet de Cry d’Er. Cette surface d'un hectare se compose d'un half-pipe qui se situe sur la partie inférieure et mesure 6 mètres de haut pour 140 mètres de long, d'un slopestyle, qui débute au sommet et se compose de deux big air et de barres de slide et d'un boardercross, parcours de course non chronométré, composé de virages relevés et de quelques sauts. Dédié au adeptes du freestyle est ouvert de décembre à avril, selon les conditions d’enneigement le snowpark accueille chaque année le snowpark des compétitions nationales et régionales de freestyle.
En été, certaines installations sont ouvertes pour les promeneurs ainsi que pour les VTT, pour lesquels il existe plusieurs pistes de descente. La station offre un réseau de chemins de 135 km.

#### Golf
Le vaste plateau sur lequel se trouve Crans-Montana lui permet d'héberger plusieurs terrains de golf dont le Jack Niklaus (9 trous) et le Severiano Ballesteros (18 trous), où se déroule chaque année l'Omega European Masters de Crans-Montana qui fait partie du DP World Tour.

#### Compétitions
De nombreux événements sportifs de grande renommée ont été organisés sur le domaine skiable de la station, comme les championnats du monde de ski en 1987, la coupe du monde femme de descente et combiné en 2008, et Interski 2003 en 2003.
Crans-Montana accueille ou a accueilli :
- Course de côte de Crans-Montana : Championnat du monde des voitures de sport 1964 et 1966 (vainqueur Scarfiotti), et Championnat d'Europe de la montagne 1964, 1966 et 1968 (Scarfiotti deux fois, puis Mitter).
- Sierre-Crans-Montana : course de montagne de 1969 à 1991.
- Crans-Montana Jumping International : concours hippique international
- Relais multi-sport Terrific[19]
- Manche de l'IRC et du championnat d'Europe des rallyes : étapes spéciales à Crans-Montana
- Épreuves de la coupe du monde de ski alpin
- En cyclisme, Crans-Montana accueille l'arrivée de la 20e étape du Tour de France 1984. Le maillot jaune Laurent Fignon s'impose alors[20]. Une arrivée est programmée à Crans-Montana lors de la 13e étape du Tour d'Italie 2023[21]. Considérablement raccourcie à cause des conditions météorologiques, l'étape est remportée par Einer Rubio devant son groupe d'échappés[22]. Cette ascension est également au programme de la 4e étape du Tour de Suisse 2023, franchie en tête par Pascal Eenkhoorn[23],[24].

#### Polémique
Le 3 avril 2018, les remontées mécaniques de Crans-Montana décident de fermer avec effet immédiat leur domaine skiable, sur fond de querelles financières persistantes avec les communes.
Pour les touristes toujours sur place, il est proposé des bus vers Anzère. Entre-temps, l'office fédéral des transports lance un ultimatum aux remontées mécaniques.
Le Caprices festival a déjà annoncé qu'il ne serait pas affecté par cette fermeture. Dans le contexte de la nomination de Sion pour les Jeux olympiques d'hiver de 2026, cette action pourrait avoir eu un impact sur la décision finale et le vote populaire du 10 juin 2018.
Les retombées financières sont estimées importantes à long terme à cause de la perte de crédibilité.
En 2023, le groupe américain Vail Resorts annonce l'acquisition des remontées mécaniques de Crans-Montana, ainsi que d'une école de ski et de onze restaurants de la station.

## Économie
La station a été créée en 1892 avec l'inauguration de l'Hôtel du Lac, puis avec la construction en 1897 du Sanatorium Beauregard par le Docteur Theodor Stephani pour y soigner ses patients. Crans-Montana possède désormais plus de cinquante hôtels, représentant une capacité d’accueil de 3 600 lits, et plus de 36 000 lits en parahôtellerie. La station est accessible par le Funiculaire SMC.
Évolution des nuitées à Crans-Montana depuis 1988 :
| Année | Nuitées   | Évolution |
| ----- | --------- | --------- |
| 1988  | 1 644 751 | 100,0 %   |
| 1989  | 1 669 780 | 101,5 %   |
| 1990  | 1 656 155 | 100,7 %   |
| 1991  | 1 692 871 | 102,9 %   |
| 1992  | 1 685 682 | 102,5 %   |
| 1993  | 1 724 828 | 104,9 %   |
| 1994  | 1 700 475 | 103,4 %   |
| 1995  | 1 574 658 | 95,7 %    |
| 1996  | 1 453 645 | 88,4 %    |
| 1997  | 1 453 853 | 88,4 %    |
| 1998  | 1 483 713 | 90,2 %    |
| 1999  | 1 491 742 | 90,7 %    |
| 2000  | 1 532 537 | 93,2 %    |
| 2001  | 1 463 920 | 89,0 %    |
| 2002  | 1 433 604 | 87,2 %    |
| 2003  | 1 489 875 | 90,6 %    |
| 2004  | 1 392 676 | 84,7 %    |
| 2005  | 1 461 428 | 88,9 %    |

## Culture locale et patrimoine

### Musées
Le Musée des Trains Miniatures offre 700 mètres carrés d'exposition présentant 150 ans des Chemins de fer suisses, au travers de 1 300 modèles, pièces de collection et maquettes, et diverses attractions.

### Personnalités
- Mireille Havet (1898-1932), écrivaine française, figure marquante des Années folles, est morte au sanatorium de Crans-Montana.
- Georges Dardel (1919-1982), homme politique français est mort le 1er octobre 1982 à Crans-Montana.
- Sophia Loren (*1934), actrice italienne, possède un appartement à Crans-Montana.
- Roger Moore (1927-2017), acteur anglais, habitait à Monaco et à Crans-Montana jusqu'à sa mort le 23 mai 2017 dans cette même localité[34] ;
- Michèle Morgan (1920-2016), actrice française, posséda un appartement à Crans-Montana.
- Bouby Rombaldi (1925-2016), champion suisse de ski, était originaire de Montana
- Uli Windisch (*1946), né à Crans-Montana[35], sociologue et essayiste suisse.

Ont aussi séjourné à La casa Aristella le couple Jean et Cécile de Bruhoff, créateurs de Babar, Victor-Emmanuel de Savoie, prince d'Italie, le physicien Auguste Piccard, l'océanographe Jacques Piccard, le géologue Marcel Burri et Nicolas Bouvier, écrivain.

### Héraldique
| Blason | Blasonnement : « Tranché d'azur et de gueules, au filet d'argent brochant sur le tranché, chargé en cœur d'un soleil d'or, accompagné de quatre étoiles aussi d'argent, une en chef, deux en flancs et une en pointe. » |

Les armoiries de Crans-Montana font référence aux anciennes communes. La partie bleue représente Chermignon et Montana, à l'ouest du territoire de Crans-Montana. La partie rouge rappelle Mollens et Randogne ainsi que la bourgeoisie de Sierre. Enfin, le soleil représente le district de Sierre et les quatre étoiles représentent les communes qui ont fusionné pour former Crans-Montana. Les armoiries de la commune ont été choisies par la population par un sondage en ligne.